# ニニアン・パーク
ニニアン・パーク (Ninian Park)は、ウェールズ, カーディフ, レックウィズにあったスタジアム。カーディフ・シティFCのホームスタジアムとなっていた。収容人数は20,376人。

## 概要
このスタジアムは、オープン当初からカーディフ・シティがホームスタジアムとして使用しているが、2009年シーズンからスタジアム前を通る道を挟んで反対側に建設された新スタジアム(カーディフ・シティ・スタジアム)に移転した。現在は取り壊されており現存しない。

## 入場者数

### 平均入場者数
- 2008-2009: 18,449 (チャンピオンシップ)
- 2007-2008: 13,939 (チャンピオンシップ)
- 2006-2007: 15,223 (チャンピオンシップ)
- 2005-2006: 11,720 (チャンピオンシップ)
- 2004-2005: 12,976 (チャンピオンシップ)

### 最多入場者数
- 62,634 (代表ゲーム) ウェールズ代表 vs イングランド代表, 1959.10.17
- 57,893 (旧ディビジョン1) カーディフ vs アーセナル, 1953.4.22

## ギャラリー

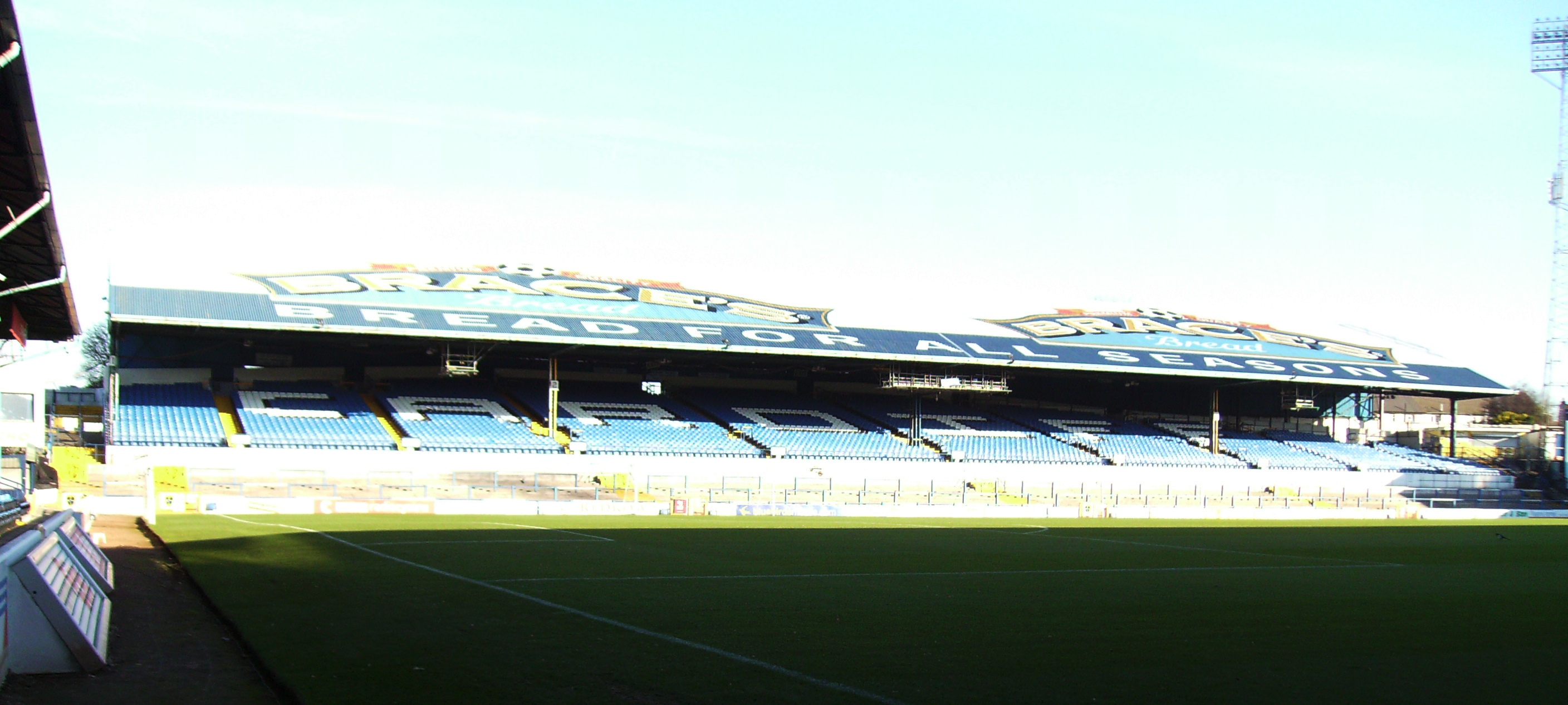
Popular Bank
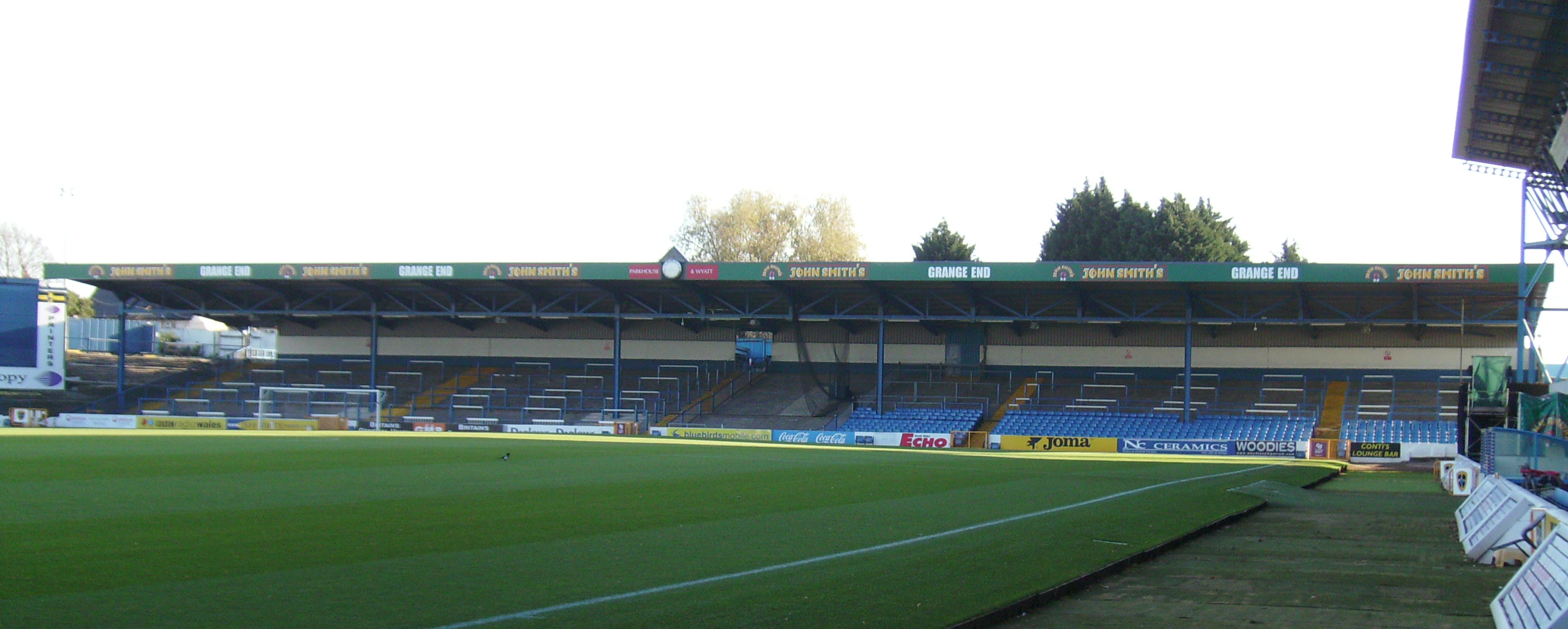
Ninian Park Grange End
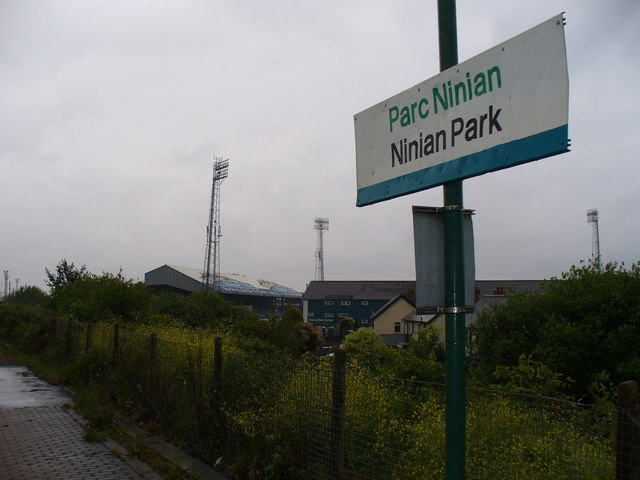
Ninian Park railway station
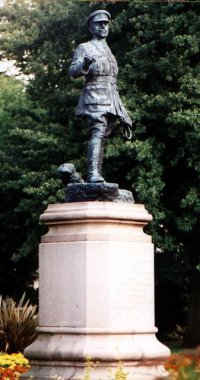
Lord Ninian Crichton-Stuart